# Stomatogene agaves
Stomatogene agaves är en svampart som först beskrevs av Ellis & Everh., och fick sitt nu gällande namn av Ferdinand Theissen 1918. Stomatogene agaves ingår i släktet Stomatogene och familjen Parodiopsidaceae.   Inga underarter finns listade i Catalogue of Life.